# Stadio Romeo Neri
Stadio Romeo Neri – wielofunkcyjny stadion sportowy znajdujący się w mieście Rimini we Włoszech.
Swoje mecze rozgrywa na nim zespół Rimini Calcio FC. Jego pojemność wynosi 9 768.